# Alexandre Cassiano do Nascimento
Alexandre Cassiano do Nascimento (Pelotas, 13 de agosto de 1856 — Rio de Janeiro, 9 de novembro de 1912) foi um magistrado e senador do Brasil e participou do ministério de Floriano Peixoto durante a República Velha (ou Primeira República).

## Vida
Fez seus estudos preparatórios no Rio de Janeiro e, em 1876, entrou na Faculdade de Direito de São Paulo, onde graduou-se em 1880. Foi então nomeado promotor público no Rio Grande do Sul e em 1882 juiz municipal em Livramento.
Republicano, abandonou o partido e o cargo público em 1879, para advogar, indo em 1884 residir em Pelotas. Unindo-se à Álvaro Chaves, organizou o partido republicano no sul do estado. No mesmo ano foi candidato a deputado provincial, não sendo eleito.
Partiu depois em campanha em prol da república, percorrendo cidades e vilas discursando e fazendo propaganda, até a proclamação em 1889. Foi então eleito à assembleia constituinte.
Combateu o golpe de Floriano Peixoto, mas quando Júlio de Castilhos se aliou a Floriano, deixou a oposição, sendo logo depois nomeado ministro do exterior.
Foi também vice-presidente do Rio Grande do Sul, ministro da fazenda e interior e finalmente senador.